# Ve sầu
Ve sầu hay còn gọi là kim thiền là một siêu họ côn trùng có đầu to, hai cánh có nhiều vân. Có khoảng 2.700 loài ve sầu trên thế giới, trong vùng ôn đới lẫn nhiệt đới. Ve sầu là các loài sâu bọ được nhiều người biết nhất vì kích thước to lớn hơn, hình dáng đặc biệt có đầu lớn và khả năng tạo âm thanh rỉ rả, inh ỏi, suốt mùa hè. Ở khu vực dãy núi Appalachian, dân Mỹ gọi ve sầu là ruồi khô (tiếng Anh: dry flies) vì xác ve sau khi lột còn nguyên hình và khô.
Ve sầu không chích, không cắn và vô hại đối với con người. Nhiều người ăn ve sầu (như ở Hy Lạp cổ đại, Trung Hoa, Malaysia, Myanmar, Mỹ Latinh và Congo). Ve sầu cũng được dùng làm thuốc Đông y.

## Tiếng ve kêu
Khác với các loài côn trùng khác, như dế, tạo âm thanh bằng cách cọ xát hai cánh vào nhau, ve sầu đực tạo âm thanh bằng cách rung hai cái "loa" làm bằng màng mỏng, phát triển từ lồng ngực, có sườn bên trong. Những vòng sườn được co giãn thật nhanh, làm rung màng mỏng, tạo sóng âm thanh. Bụng ve rỗng nên có thể khuếch đại thành tiếng ve kêu rất to. Ve lắc mình và dùng cánh để tạo nhịp lên xuống cho "bài hát" của mình. Mỗi giống ve có một thứ tiếng, cường độ, cao độ khác nhau - để mời gọi ve sầu cái cùng giống.
Ve cái không tạo được âm thanh nhưng cũng có hai cái màng bên mình, chỉ dùng để "nghe" ve đực hát và bị dụ dỗ. Ve đực khi không hát, cũng dùng hai cái loa ấy làm "tai" nghe ngóng động tĩnh xung quanh.
Một số loài ve có khả năng tạo âm thanh đến 120 dB, tiếng kêu to nhất nhì trong loài côn trùng.

## Vòng đời

Ve sầu lột xác

Sau khi giao phối, ve cái đào những rãnh nhỏ lên vỏ các cành cây và đẻ trứng vào đó. Ve cái có thể làm nhiều lần như vậy cho đến khi nó đẻ hết vài trăm trứng. Khi trứng nở, ấu trùng ve rơi xuống và đào sâu vào trong đất. Hầu hết các loài ve có vòng đời từ 2 đến 5 năm. Một số loài có vòng đời dài hơn nhiều, ví dụ như loài Magicicada có vòng đời 17 năm và đôi khi là 13 năm. Những vòng đời dài như thế là một sự thích ứng để chống lại các loài ăn thịt ve như loài ong bắp cầy ăn ve và bọ ngựa bởi vì các loài ăn thịt này không thể thường xuyên xuất hiện đồng thời với ve.
Phần lớn cuộc đời của ve là thời kỳ ấu trùng ở dưới đất với độ sâu khoảng từ 30 cm (1 ft) đến 2,5 m (khoảng 8½ ft). Các ấu trùng ve hút nhựa rễ cây và có những chân trước đào bới rất khỏe.
Khi đến giai đoạn chuyển tiếp cuối cùng để kết thúc thời kỳ ấu trùng, những ấu trùng ve đào một đường hầm lên mặt đất và chui lên. Sau đó, chúng lột xác lần cuối trên một cái cây gần đó và trở thành ve trưởng thành. Xác ve vẫn còn nằm đó và gắn vào vỏ cây.

## Phân loại
Siêu họ này chứa 2 họ là:
- Cicadidae Westwood, 1840 rộng khắp thế giới, ngoại trừ châu Nam Cực.
  - Cicadettinae
  - Cicadinae
  - Tettigadinae
  - Tibiceninae
- Tettigarctidae với chỉ 2 loài còn sinh tồn trong 1 chi (Tettigarcta) ở Australia

### Các chi
| - Abagazara - Abricta - Abroma - Adeniana - Ahomana - Akamba - Amphipsalta - Arcystasia - Arfaka - Auta - Babras - Baeturia - Bavea - Beameria - Bijaurana - Birrima - Burbunga - Buyisa - Cacama - Calopsaltria - Calyria - Carineta - Chinaria - Chlorocysta - Chonosia - Cicadetta - Clidophleps - Coata - Conibosa - Cornuplura | - Crassisternata - Cyclochila - Cystopsaltria - Cystosoma - Daza - Decebalus - Derotettix - Diceroprocta - Diemeniana - Dinarobia - Dorachosa - Dulderana - Durangona - Elachysoma - Euryphara - Fractuosella - Froggattoides - Gazuma - Graptotettix - Guaranisaria - Gudanga - Gymnotympana - Hemidictya - Henicotettix - Herrera - Hilaphura - Hovana - Huechys - Hylora - Imbabura | - Inyamana - Iruana - Jacatra - Jafuna - Jassopsaltria - Jiraiya - Kanakia - Karenia - Katoa - Kikihia - Klapperichicen - Kobonga - Koranna - Kumanga - Lacetas - Lembeja - Lemuriana - Leptopsalta - Ligymolpa - Lisu - Luangwana - Lycurgus - Magicicada - Malagasia - Malgachialna - Malgotilia - Maoricicada - Mapondera - Mardalana - Masupha - Mauricia | - Melampsalta - Mendozana - Monomatapa - Mouia - Muda - Musimoia - Musoda - Nablistes - Nelcynadana - Neocicada - Neomuda - Neoplatypedia - Nosola - Notopsalta - Novemcella - Okanagana - Okanagodes - Orapa - Oudeboschia - Owra - Pacarina - Paectira - Pagiphora - Paharia - Panka - Paragudanga - Paranistria - Parnisa - Parnkalla - Parvittya | - Pauropsalta - Pinheya - Platypedia - Plautilia - Pomponia - Prasia - Procollina - Prosotettix - Prunasis - Psallodia - Psilotympana - Quesada - Quintilia - Rhinopsalta - Rhodopsalta - Sapantanga - Saticula - Scieroptera - Selymbria - Sinosena - Spoerryana - Stagina - Stellenboschia - Subpsaltr - Tacua - Taipinga - Takapsalta - Taphura - Tanna Japonensis - Tettigades - Tettigarcta | - Tettigetta - Tettigomyia - Tettigotoma - Thaumastopsaltria - Tibicen - Tibicina - Tibicinoides - Toxopeusella - Trismarcha - Ueana - Urabunana - Venustria - Viettealna - Xosopsaltria - Xossarella - Zouga |

## Trong văn hóa
Tiếng kêu của ve sầu cùng với hoa phượng là biểu tượng của mùa hè. Trong võ thuật có tuyệt chiêu kim thiền thoát xác tức là tự lột áo thật nhanh chỉ để đối phương túm lấy cái áo của mình để thoát thân. Trong âm nhạc có bài hát Kiếp ve sầu do Đan Trường trình bày với những ca từ như:
Một ngày em đến góc phố hát ca.
Từng đàn chim én chúm chím môi cười.
Là đời anh bớt mệt nhoài.
Hát rong trong kiếp ve sầu.

## Hình ảnh

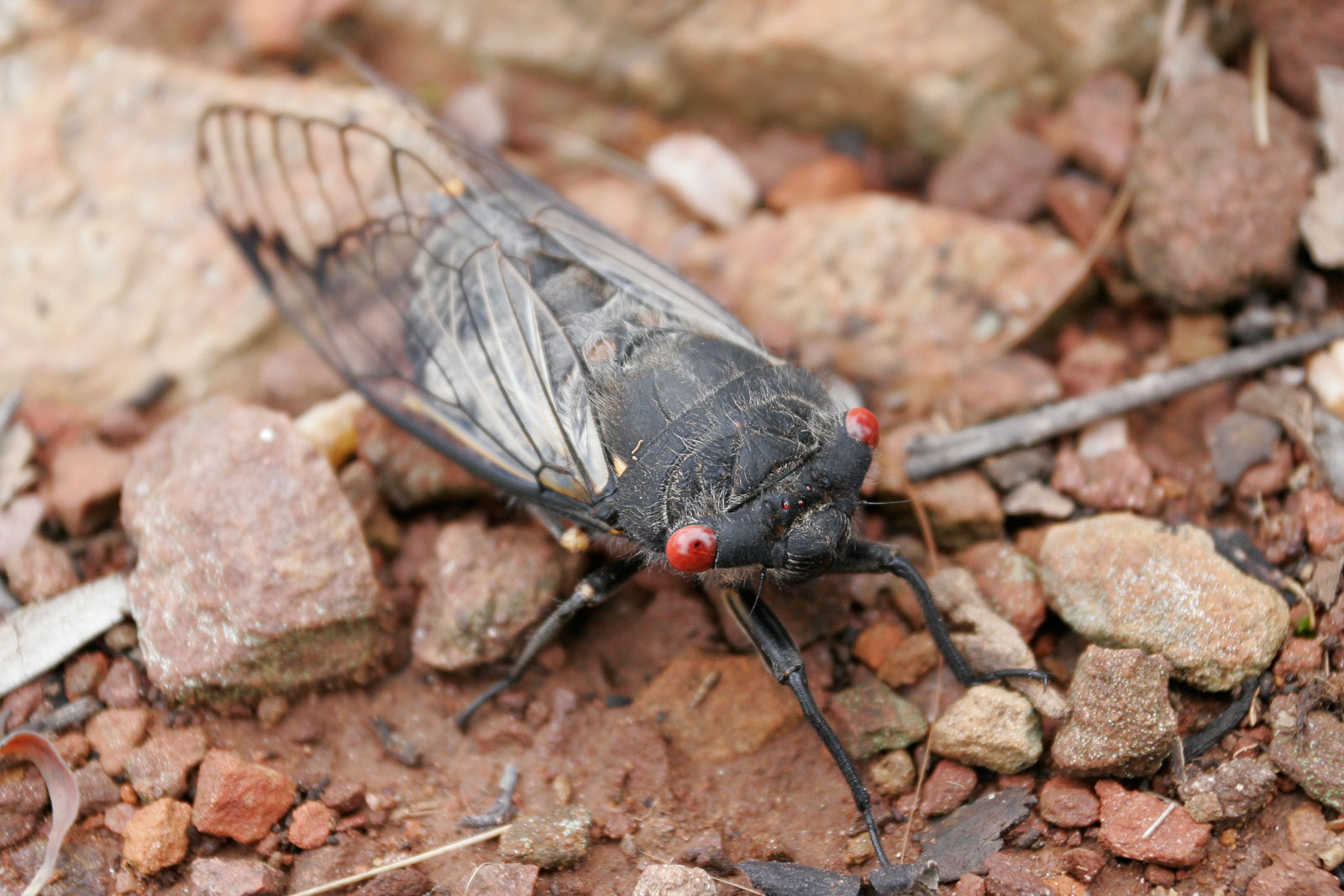
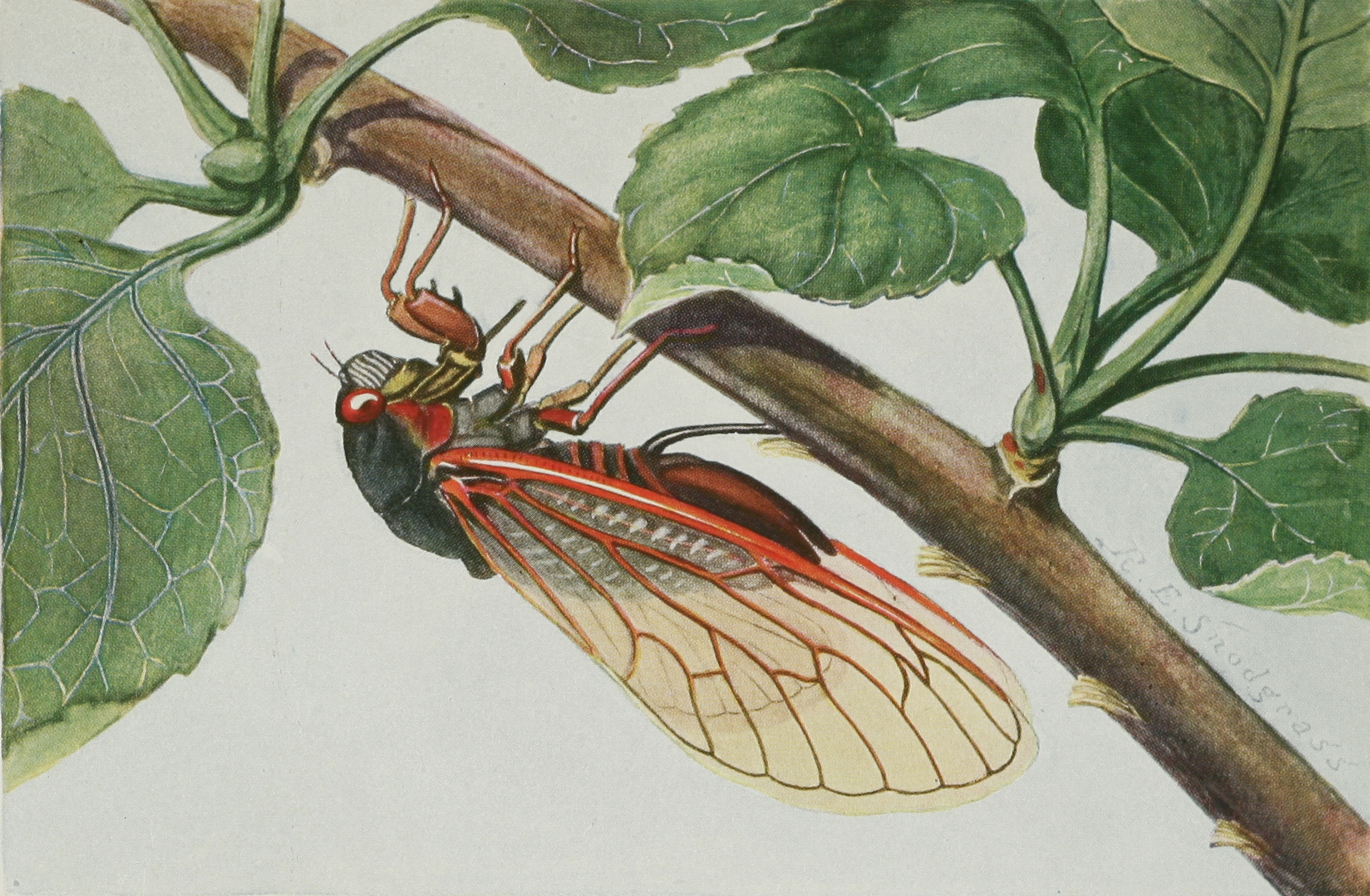
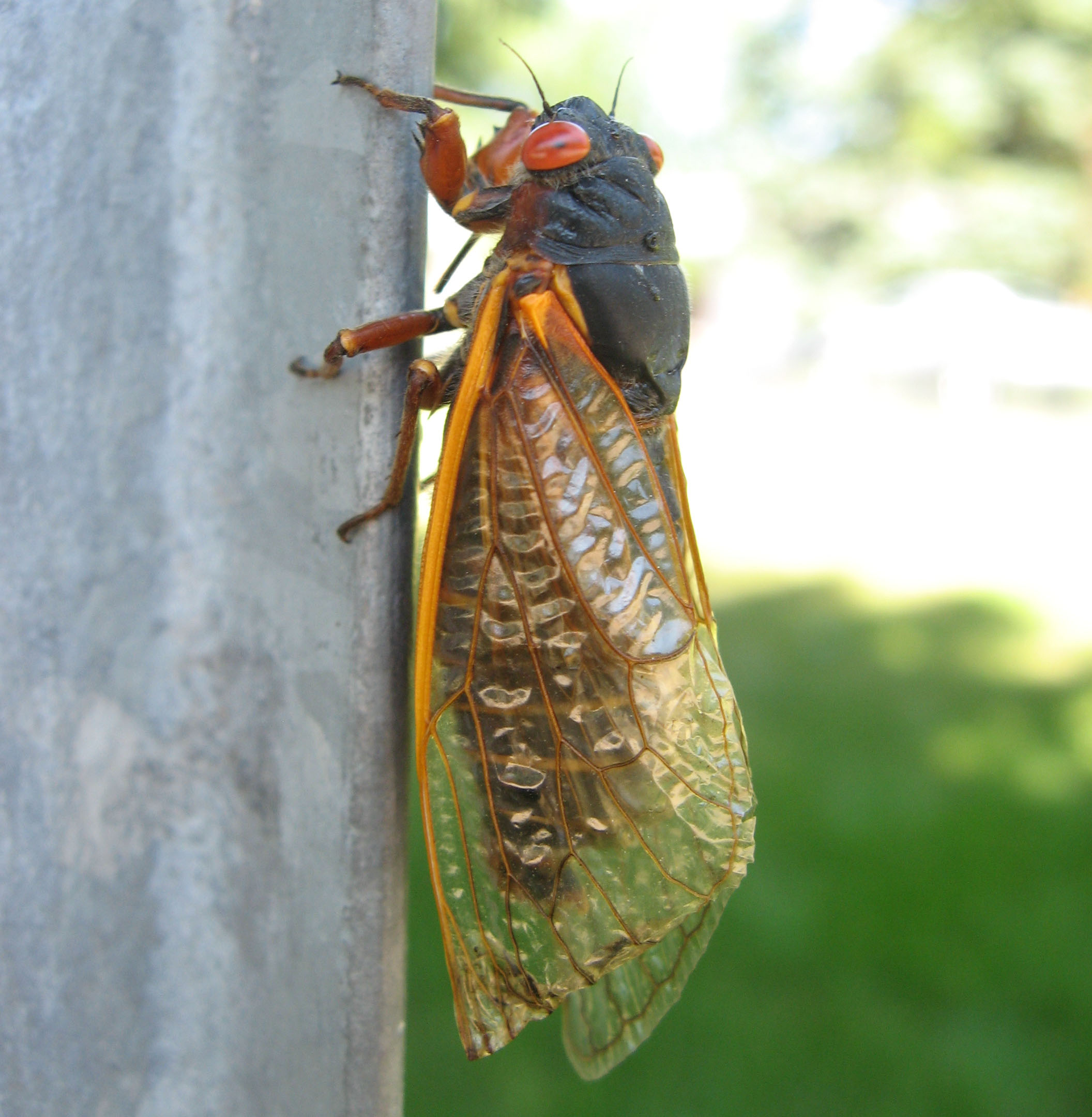
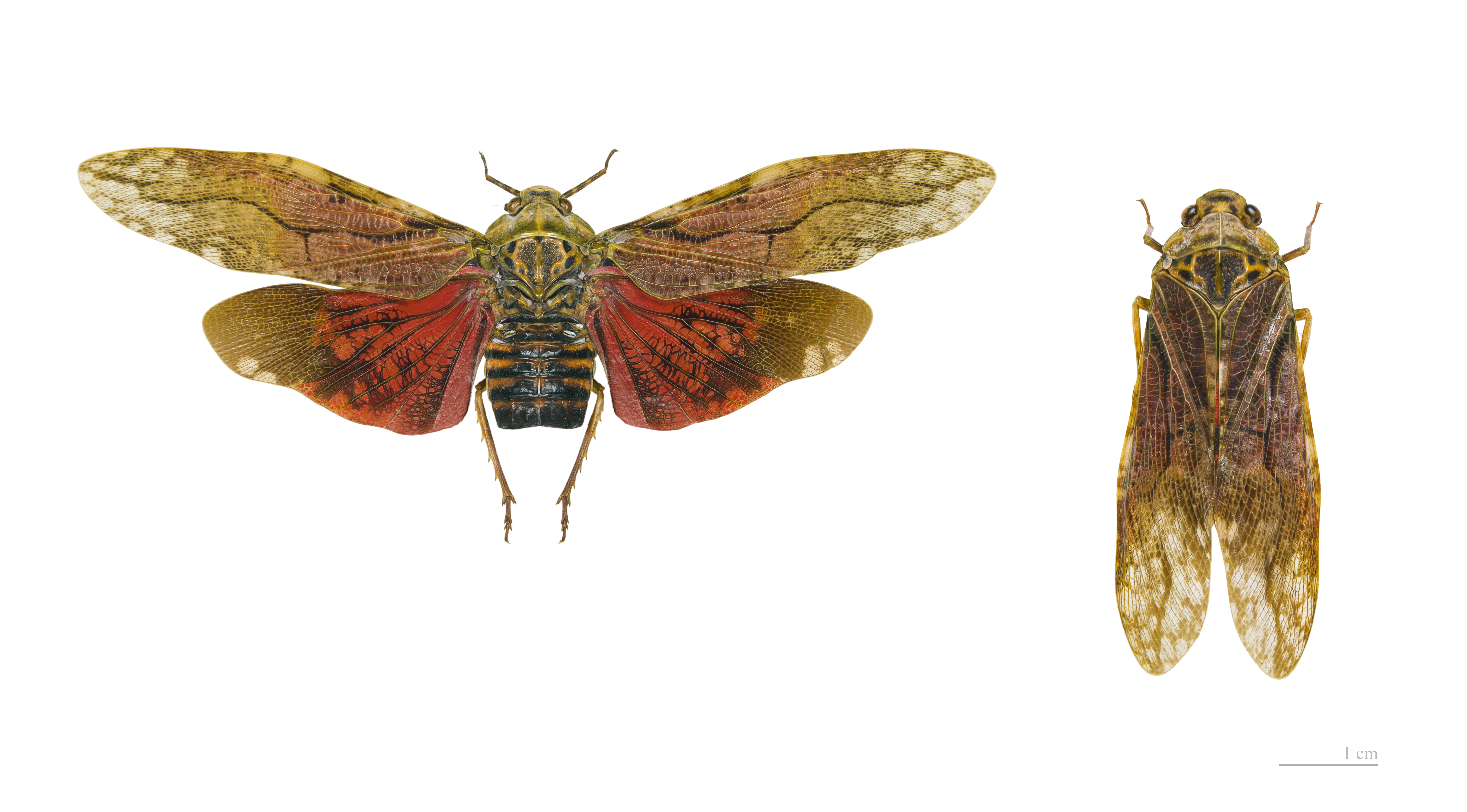